# 栄山江
栄山江（ヨンサンガン、영산강）は、韓国政府統治下の朝鮮半島を流れる河川。全羅南道潭陽郡龍面の龍秋山（標高560m）から発源して光州川・黄龍江・砥石川・古幕院川・咸平川などの支流と合流して、河口堰により形成された栄山湖を経て黄海（西海）に流入する。流路延長は約116km、流域面積は2798.2km2で、流域に羅州平野など広大な平野が発達している。また、流域に前方後円墳が分布している。河口に木浦港がある。

## 流域の水文
栄山江流域の年間降水量は1249.6mmで降水量の年変化・季節変化が大きい。洪水の発生が多いことは、栄山江の河状係数が1:682に達するという事実でも立証できる。夏季集中豪雨期である7～9月の流出量は全体の58.1%を占めており、流量の季節変動がはなはだしい。